# Román Escohotado
Román Escohotado Jiménez (San Lorenzo de El Escorial, 6 de octubre de 1908-íd., 11 de agosto de 1970) fue un escritor y periodista español, de ideología y militancia falangista.

## Biografía
Nacido el 6 de octubre de 1908 en San Lorenzo de El Escorial, cursó estudios de derecho en el Real Colegio Universitario María Cristina y formó parte desde entonces del círculo de amistades de Dionisio Ridruejo.
Escohotado, que ejerció de secretario de teatro en el Servicio de Propaganda falangista, fue autor de piezas teatrales como Respetable primavera (1940). Ejerció de director, reemplazando a Agustín de Foxá, de la edición española de la revista Legiones y Falanges. Revista mensual de Italia y España, considerada un «extraordinario caso de colaboración fascista italo-española».
Colaborador en el Marca —donde empleó el pseudónimo «Ariel»—, también fue crítico literario en el diario Arriba, siendo galardonado en 1945 el Premio Mariano de Cavia de 1944 por su artículo «Novela en un jardín», publicado en Arriba  el 3 de agosto de 1944.
También estuvo destinado como agregado de Prensa en la embajada española de Río de Janeiro (Brasil).
Falleció el 11 de agosto de 1970 en San Lorenzo de El Escorial. Fue padre del ensayista y profesor de filosofía Antonio Escohotado.